# Avala
Avala (cirílico serbio: Авала, pronunciado [âv̞ala]) es una montaña en Serbia, a las afueras de Belgrado. Está situada en la esquina sudeste de la ciudad y ofrece una gran vista panorámica de la misma, Vojvodina y Šumadija, ya que el área circundante es en su mayoría tierras bajas. Tiene una altura de 511 m s. n. m., por lo que recibe la categoría de montaña por solo 11 m.

## Características
Avala es un tipo bajo de montaña de las montañas de las Islas Panonias, aunque en realidad es la montaña más al norte de Šumadija. En tiempos prehistóricos, durante el Mioceno, montañas como Avala y Fruska Gora eran islas del antiguo mar de Panonia, que desapareció hace unos 600.000 años. Sin embargo, Avala sigue siendo una "montaña isleña", ya que el área que la rodea, la meseta de Pinosava, es baja y en su mayoría plana. En el norte se extiende hacia los bosques de Stepin Lug.
A pesar de estar oficialmente protegida durante casi 150 años, no fue hasta 2007 cuando se hicieron planes de preservación para la montaña. De esa manera, Avala entró en un círculo de áreas verdes protegidas de Belgrado, que también incluía la montaña de Kosmaj, la isla de Veliko Ratno Ostrvo y los bosques de Stepin Lug; siendo agregados después los bosques de Košutnjak y Topčider. Las áreas protegidas de Avala se extienden a lo largo de 48,913 ha.
Casi 100 especies de aves viven en Avala, incluyendo el gavilán común estrictamente protegido, el abejero europeo y el pito real.
Una sección de la montaña está organizada como coto de caza.

## Eventos
La montaña ha sido protegida desde 1859 como monumento natural. Ese año, el príncipe Miloš Obrenović de Serbia emitió una orden para que el Avala fuera cercado y protegido. Los restos de la fortaleza medieval de Žrnov fueron destruidos en 1934 para dejar sitio al Monumento al héroe desconocido, diseñado por Ivan Meštrović. La destrucción de la fortaleza, que fue demolida con dinamita, causó un descontento masivo entre los ciudadanos de Belgrado.
El 19 de octubre de 1964, se estrelló en la montaña el Ilyushin Il-18 con la expedición soviética que llegaba a Belgrado para celebrar el 20.º aniversario de la liberación de la ciudad por el Ejército Rojo y los Partisanos yugoslavos. En el mismo fallecieron el mariscal Serguéi Biriuzov y el general Vladímir Zhdánov, que dirigieron las fuerzas soviéticas en la operación. En el lugar del accidente se construyó el Monumento a los veteranos de guerra soviéticos como homenaje a los fallecidos.
En Avala se encuentra la Torre de televisión de Belgrado, la estructura más alta de los Balcanes, que fue destruida durante el bombardeo de la OTAN sobre Yugoslavia y reconstruida con 204,5 m.